# Stara Jamka
Stara Jamka (niem. Polnisch Jamke) – wieś w Polsce położona w województwie opolskim, w powiecie nyskim, w gminie Korfantów.
W latach 1975–1998 miejscowość administracyjnie należała do ówczesnego województwa opolskiego.
Przysiółkiem wsi jest Dobrzyków.

## Nazwa
Nazwa miejscowości wywodzi się od zdrobnienia polskiej nazwy dziury w ziemi - "jamy". Heinrich Adamy w swoim dziele o nazwach miejscowych na Śląsku wydanym w 1888 roku we Wrocławiu jako najstarszą nazwę miejscowości wymienia Jamka podając jej znaczenie "Wassergrube" czyli "Jama wodna". Pierwotna nazwa została później przez Niemców fonetycznie zgermanizowana na Jamke tracąc swoje pierwotne znaczenie.
W kronice łacińskiej Liber fundationis episcopatus Vratislaviensis (pol. Księga uposażeń biskupstwa wrocławskiego) spisanej w latach 1295-1305 miejscowość wymieniona jest jako Jamka.
W alfabetycznym spisie miejscowości na terenie Śląska wydanym w 1820 roku we Wrocławiu przez Johanna Knie miejscowość występuje pod niemiecką nazwą Polnisch Jamke. Ze względu na polskie pochodzenie w 1935 nazistowska administracja III Rzeszy zmieniła nazwę na nową, całkowicie niemiecką nazwę Heinrichshof (Oberschlesien)

## Historia
Od końca XVIII w. wieś posiadała pieczęć gminną, na której wizerunku przedstawiono stojącą kobieta z ptakiem (kaczką?) siedzącą na jej prawej dłoni i z niezidentyfikowanym przedmiotem w lewej, u stóp nieczytelny napis, może data.